# غريغ كروزير
غريغ كروزيّر هو لاعب هوكي جليد كندي، ولد في 6 يوليو 1976 في كالغاري في كندا.

## وصلات خارجية
- غريغ كروزير على موقع دوري الهوكي الوطني (الإنجليزية)
- غريغ كروزير على موقع EliteProspects.com (الإنجليزية)
- غريغ كروزير على موقع HockeyDB.com (الإنجليزية)
- غريغ كروزير على موقع Hockey-Reference.com (الإنجليزية)